# Kênh 10
Kênh 10 là một con sông đổ ra Sông Hậu. Sông có chiều dài 56 km và diện tích lưu vực là km². Kênh 10 chảy qua các tỉnh Kiên Giang, An Giang.